# Aghasi Khanjian
Aghasi Khanjian, en arménien : Աղասի Խանջյան et en russe : Агаси Гевондович Ханджян (Agasi Gevondovich Khandzhyan), né le 30 janvier 1901 à Van et mort le 6 juillet 1936 à Tbilissi, a été le premier secrétaire du Parti communiste de la RSS d'Arménie (en) de mai 1930 jusqu'à sa mort. Il a été victime des purges staliniennes, assassiné par Lavrenti Beria.